# El Rosal
El Rosal – miasto w Kolumbii, w departamencie Cundinamarca.